# Vastedda della Valle del Belice
La Vastedda della Valle del Belice è un formaggio italiano a denominazione di origine protetta, di latte di pecora a pasta filata,  ottenuto con latte ovino intero, crudo, ad acidità naturale di fermentazione, di pecore di razza Valle del Belice e suoi incroci. Va consumato fresco (dopo almeno tre giorni dalla produzione). Viene prodotto tipicamente nella stagione estiva.
"Se non l’unico, la Vastedda valle del Belìce DOP è uno dei pochissimi formaggi ovini a pasta filata".

## Storia
Le prime notizie di questo particolare formaggio si hanno dalla metà del XV secolo. In un documento d'archivio del 1497 il viceré di Sicilia cita tra gli altri formaggi del Belìce la "vastedda".

## Caratteristiche
Si ottiene dal latte ovino intero, ad acidità naturale di fermentazione, di una particolare razza, la pecora Valle del Belìce, un incrocio tra la Comisana, la Pinzirita e la Sarda, allevata in quella zona. Formaggio che un tempo era tipicamente estivo, oggi si produce tutto l'anno.

### Aspetto
Il nome deriva dal dialetto “vasta” cioè guasta, andata a male. L'idea fu infatti quella di rilavorare i pecorini gonfi per il caldo estivo, facendoli filare con acqua bollente e producendo questo formaggio a forma ovoidale da consumare preferibilmente fresco.
L'aspetto tipico è la sua forma, simile a quella di una focaccina, comunque ovoidale schiacciata. Tale forma in Sicilia è detta vastedda e dà il nome anche a una tipica forma di pane siciliano.
Le dimensioni del diametro del piatto sono comprese tra i 15 e i 17 cm e l'altezza dello scalzo tra i 3 e i 4 cm. Date queste dimensioni il suo peso è compreso tra 500 e 700 gr. La superficie si presenta priva di crosta liscia e di colore bianco avorio. La pasta di colore bianco, liscia e non granulosa talvolta presenta accenni di striature dovute alla filatura artigianale. Vi sono a volte scarse tracce di occhiatura, non vi è alcuna trasudazione.

### Caratteristiche organolettiche
Il sapore è quello caratteristico del latte fresco di pecora: fresco gradevole e lievemente acidulo. La percentuale di grasso non deve essere inferiore al 35% sulla sostanza secca ed al 18% sul prodotto fresco, la percentuale di cloruro di sodio (sale) non deve superare il 5 % sulla sostanza secca ed al 2,7 % sul fresco.

## Produzione

### Zona di produzione
La produzione è ammessa dal disciplinare solo in 17 comuni della Valle del Belice:
Nove della provincia di Trapani: 
- Calatafimi Segesta
- Campobello di Mazara
- Castelvetrano
- Gibellina
- Partanna
- Poggioreale
- Salaparuta
- Salemi
- Santa Ninfa
- Vita

Sei della provincia di Agrigento: 
- Caltabellotta
- Menfi
- Montevago
- Sambuca di Sicilia
- Santa Margherita di Belice
- Sciacca

Due della provincia di Palermo: 
- Contessa Entellina
- Bisacquino[6]